# Fußball-Verbandsliga Schleswig-Holstein 1994/95
Die Verbandsliga Schleswig-Holstein wurde zur Saison 1994/95 das 48. Mal ausgetragen und bildete den Unterbau der viertklassigen Oberliga Hamburg/Schleswig-Holstein. Die erstplatzierte Mannschaft stieg direkt auf, während die zweitplatzierte Mannschaft Relegationsspiele gegen den Zweitplatzierten der Verbandsliga Hamburg bestreiten musste (abhängig von den Absteigern aus der Regionalliga Nord). Die Mannschaften auf den drei letzten Plätzen mussten in die Landesliga absteigen.

## Vereine
Im Vergleich zur Saison 1993/94 veränderte sich die Zusammensetzung der Liga folgendermaßen: Holstein Kiel II, Heider SV, SV Sereetz, TSV Pansdorf, 1. FC Phönix Lübeck, Itzehoer SV, TSB Flensburg und Flensburg 08 waren in die Oberliga Hamburg/Schleswig-Holstein auf-, während keine Mannschaft aus Schleswig-Holstein aus der Oberliga Nord abgestiegen war. Die beiden Absteiger hatten die Verbandsliga verlassen und wurden durch die zehn Aufsteiger TSV Nord Harrislee (Wiederaufstieg nach sechs Jahren), TSV Plön (Wiederaufstieg nach vier Jahren), Schleswig 06 (Wiederaufstieg nach neun Jahren), SV Olympia Bad Schwartau (Wiederaufstieg nach zwei Jahren), Eichholzer SV (Wiederaufstieg nach elf Jahren) TSV Altenholz, SV Eichede, Leezener SC (alle drei erstmals in der höchsten Amateurliga Schleswig-Holsteins), TuS Schwarz-Weiß Elmschenhagen (Wiederaufstieg nach 46 Jahren) und TSV Büsum (Wiederaufstieg nach einer Saison) ersetzt.
| Verein                         | Stadt         | Kreis                 | Qualifikation                      |
| ------------------------------ | ------------- | --------------------- | ---------------------------------- |
| Rendsburger TSV                | Rendsburg     | Rendsburg-Eckernförde | 9. Platz 1993/94                   |
| VfR Neumünster                 | Neumünster    |                       | 10. Platz 1993/94                  |
| Wiker SV                       | Kiel          |                       | 11. Platz 1993/94                  |
| VfB Kiel                       | Kiel          |                       | 12. Platz 1993/94                  |
| FC Kilia Kiel                  | Kiel          |                       | 13. Platz 1993/94                  |
| Bramstedter TS                 | Bad Bramstedt | Segeberg              | 14. Platz 1993/94                  |
| TSV Nord Harrislee             | Harrislee     | Schleswig-Flensburg   | Aufsteiger aus der Landesliga Nord |
| TSV Plön                       | Plön          | Plön                  | Aufsteiger aus der Landesliga Nord |
| Schleswig 06                   | Schleswig     | Schleswig-Flensburg   | Aufsteiger aus der Landesliga Nord |
| TSV Altenholz                  | Altenholz     | Rendsburg-Eckernförde | Aufsteiger aus der Landesliga Nord |
| TuS Schwarz-Weiß Elmschenhagen | Kiel          |                       | Aufsteiger aus der Landesliga Nord |
| SV Eichede                     | Steinburg     | Stormarn              | Aufsteiger aus der Landesliga Süd  |
| TSV Büsum                      | Büsum         | Dithmarschen          | Aufsteiger aus der Landesliga Süd  |
| Leezener SC                    | Leezen        | Segeberg              | Aufsteiger aus der Landesliga Süd  |
| SV Olympia Bad Schwartau       | Bad Schwartau | Ostholstein           | Aufsteiger aus der Landesliga Süd  |
| Eichholzer SV                  | Lübeck        |                       | Aufsteiger aus der Landesliga Süd  |

## Saisonverlauf
Die Meisterschaft sicherte sich der TSV Nord Harrislee. Zusammen mit dem Zweitplatzierten VfR Neumünster stieg er direkt in die Oberliga Hamburg/Schleswig-Holstein auf. Da drei Mannschaften aus Schleswig-Holstein aus der Oberliga abstiegen, musste die letzten vier Mannschaften die Verbandsliga verlassen: der Wiker SV nach drei Spielzeiten sowie der SV Olympia Bad Schwartau, der Eichholzer SV und TuS Schwarz-Weiß Elmschenhagen nach einer Saison.

### Tabelle
| Pl. | Verein                             | Sp. | S  | U  | N  | Tore    | Diff. | Punkte |
| --- | ---------------------------------- | --- | -- | -- | -- | ------- | ----- | ------ |
| 1.  | TSV Nord Harrislee (N)             | 30  | 22 | 3  | 5  | 087:350 | +52   | 47:13  |
| 2.  | VfR Neumünster                     | 30  | 16 | 7  | 7  | 064:350 | +29   | 39:21  |
| 3.  | Rendsburger TSV                    | 30  | 17 | 4  | 9  | 075:490 | +26   | 38:22  |
| 4.  | VfB Kiel                           | 30  | 13 | 12 | 5  | 055:400 | +15   | 38:22  |
| 5.  | FC Kilia Kiel                      | 30  | 16 | 5  | 9  | 069:370 | +32   | 37:23  |
| 6.  | SV Eichede (N)                     | 30  | 14 | 7  | 9  | 051:460 | +5    | 35:25  |
| 7.  | TSV Plön (N)                       | 30  | 13 | 6  | 11 | 056:400 | +16   | 32:28  |
| 8.  | Bramstedter TS                     | 30  | 11 | 8  | 11 | 056:550 | +1    | 30:30  |
| 9.  | TSV Büsum (N)                      | 30  | 11 | 8  | 11 | 048:530 | −5    | 30:30  |
| 10. | Schleswig 06 (N)                   | 30  | 10 | 8  | 12 | 044:500 | −6    | 28:32  |
| 11. | Leezener SC (N)                    | 30  | 8  | 11 | 11 | 044:480 | −4    | 27:33  |
| 12. | TSV Altenholz (N)                  | 30  | 9  | 8  | 13 | 053:730 | −20   | 26:34  |
| 13. | Wiker SV                           | 30  | 7  | 9  | 14 | 047:650 | −18   | 23:37  |
| 14. | SV Olympia Bad Schwartau (N)       | 30  | 6  | 7  | 17 | 037:700 | −33   | 19:41  |
| 15. | Eichholzer SV (N)                  | 30  | 6  | 5  | 19 | 036:670 | −31   | 17:43  |
| 16. | TuS Schwarz-Weiß Elmschenhagen (N) | 30  | 5  | 4  | 21 | 041:100 | −59   | 14:46  |

| (M) | Staffelsieger der Verbandsliga Schleswig-Holstein 1993/94 |
| (A) | Absteiger aus der Oberliga Nord 1993/94                   |
| (N) | Aufsteiger aus der Landesliga Schleswig-Holstein 1993/94  |